# Bidarte
Bidarte (en francès i oficialment Bidart) és un municipi d'Iparralde al territori de Lapurdi, que pertany administrativament al departament dels Pirineus Atlàntics (regió de la Nova Aquitània). Limita amb Biàrritz al nord, Donibane Lohizune i Getaria al sud, Arbona i Ahetze a l'est, i amb el mar Cantàbric a l'oest.

## Història
El 1992 hi fou detinguda tota la cúpula dirigent d'ETA. Emmanuel Alzuri és l'actual alcalde, elegit el 2014.

## Demografia
| Evolució de la població |      |      |      |      |       |       |       |       |
| 1793                    | 1800 | 1806 | 1821 | 1831 | 1836  | 1841  | 1846  | 1851  |
| 841                     | 708  | 723  | 687  | 804  | 1 255 | 1 252 | 1 269 | 1 276 |

| 1856  | 1861  | 1866  | 1872  | 1876  | 1881  | 1886  | 1891  | 1896  |
| ----- | ----- | ----- | ----- | ----- | ----- | ----- | ----- | ----- |
| 1 307 | 1 333 | 1 434 | 1 443 | 1 593 | 1 548 | 1 409 | 1 370 | 1 473 |

| 1901  | 1906  | 1911  | 1921  | 1926  | 1931  | 1936  | 1946  | 1954  |
| ----- | ----- | ----- | ----- | ----- | ----- | ----- | ----- | ----- |
| 1 528 | 1 570 | 1 668 | 1 866 | 2 148 | 2 400 | 1 952 | 2 202 | 2 362 |

| 1962  | 1968  | 1975  | 1982  | 1990  | 1999  | 2006 | 2011 | 2016 |
| ----- | ----- | ----- | ----- | ----- | ----- | ---- | ---- | ---- |
| 2 256 | 2 436 | 2 748 | 3 044 | 4 123 | 4 670 | -    | -    | -    |

| 2019 | - | - | - | - | - | - | - | - |
| ---- | - | - | - | - | - | - | - | - |
| -    | - | - | - | - | - | - | - | - |